# 24e cérémonie des Los Angeles Film Critics Association Awards
La 24e cérémonie des Los Angeles Film Critics Association Awards (LAFCA Awards), décernés par la Los Angeles Film Critics Association, a eu lieu le 20 janvier 1999, et a récompensé les films réalisés dans l'année 1998.

## Palmarès
Note : la LAFCA décerne deux prix dans chaque catégorie ; le premier prix est indiqué en gras.

### Meilleur film
- Il faut sauver le soldat Ryan (Saving Private Ryan)
  - Le Garçon boucher (The Butcher Boy)

### Meilleur réalisateur
- Steven Spielberg pour Il faut sauver le soldat Ryan (Saving Private Ryan)
  - John Boorman pour Le Général (The General)

### Meilleur acteur
- Ian McKellen pour son rôle dans Ni dieux ni démons (Gods and Monsters)
  - Nick Nolte pour son rôle dans Affliction

### Meilleure actrice
(ex æquo)
- Fernanda Montenegro pour son rôle dans Central do Brasil
- Ally Sheedy pour son rôle dans High Art

### Meilleur acteur dans un second rôle
- Bill Murray pour ses rôles dans Sexcrimes (Wild Things) et Rushmore
  - Billy Bob Thornton pour son rôle dans Un plan simple (A Simple Plan)

### Meilleure actrice dans un second rôle
- Joan Allen pour son rôle dans Pleasantville
  - Kathy Bates pour son rôle dans Primary Colors

### Meilleur scénario
- Bulworth – Warren Beatty et Jeremy Pikser
  - Shakespeare in Love – Marc Norman et Tom Stoppard

### Meilleure photographie
- Il faut sauver le soldat Ryan (Saving Private Ryan) – Janusz Kamiński
  - Le Général (The General) – Seamus Deasy

### Meilleure musique de film
- Le Garçon boucher (The Butcher Boy) – Elliot Goldenthal
  - Ni dieux ni démons (Gods and Monsters) – Carter Burwell

### Meilleurs décors
- Pleasantville – Jeannine Oppewall
  - The Truman Show – Dennis Gassner

### Meilleur film en langue étrangère
- Festen  Danemark
  - Central do Brasil  Brésil  France

### Meilleur film d'animation
(ex æquo)
- 1 001 Pattes (A Bug's Life)
- T.R.A.N.S.I.T.

### Meilleur film documentaire
- The Farm: Angola, USA de Liz Garbus
  - Public Housing de Frederick Wiseman

### New Generation Award
- Le réalisateur Wes Anderson pour son second film Rushmore

### Career Achievement Award
(ex æquo)
- Julius J. Epstein
- Abraham Polonsky

### Douglas Edwards Experimental/Independent Film/Video Award
- Elisabeth Subrin – Shulie

### Prix spéciaux
- A Rick Schmidlin (en), Walter Murch, Jonathan Rosenbaum et Bob O'Neil pour le nouveau montage du film d'Orson Welles La Soif du mal (Touch of Evil), initialement réalisé en 1958 et dont la version finale ne plaisait pas à Welles, qui avait laissé une note expliquant ses souhaits en la matière au studio Universal Pictures.
- A Barbara Zicka Smith pour son travail à la cinémathèque américaine.